# Fästingfeber
Fästingfeber är samlingsbegrepp för sjukdomar hos människa och djur som sprids i huvudsak med fästingar. De orsakas av strikt intracellulära bakterier som tillhör familjen Anaplasmataceae som invaderar värddjurets eller människans vita blodkroppar. De enskilda sjukdomarna saknar egentliga svenska namn, men känner man till vilken mikroorganism som orsakar sjukdomen används ofta det vetenskapliga släktnamnet som grund, exempelvis anaplasmos som orsakas av arter i släktet Anaplasma.
Vissa Rickettsia-arter kan orsaka snarlika symtom, men skiljer sig på något undantag när från Anaplasma-släktet då de angriper endotelceller i värdens blodkärl.
Bland tamdjur i Sverige är det framför allt nötboskap och får som insjuknar i betesfeber men även hästar, hundar och katter drabbas.

## Mikroorganismer

### Taxonomi och systematik
Omfattande forskning pågår kring intracellulära bakterier och med PCR-metodernas introduktion har stora förändringar skett i bedömningen av de olika bakteriernas inbördes släktrelationer. Så exempelvis bytte år 2001 Ehrlichia phagocytophila både släkt och namn till Anaplasma phagocytophilum och nya arter tillkommer.
De arter som knutits till fästingburna febersjukdomar tillhör släktena Anaplasma, Ehrilichia respektive Neoehrlichia och ingår i familjen Anaplasmataceae.

### Karaktäristika
Bakterierna är svårodlade och kräver levande celler för att förökas och vissa som Candidatus Neoehrlichia mikurensis har man ännu år 2016 inte lyckats odla och därmed beskriva i detalj som art, därav tillägget Candidatus före det ännu ej godkända vetenskapliga namnet.
Bakterier inom Anaplasmataceae-familjen är små, stavformiga och gramnegativa bakterier som lever och förökar sig strikt intracellulärt inne i värddjurets eller människans vita blodkroppars fagosomer. Beroende på om bakterierna invaderar monocyter eller granulocyter indelas även sjukdomarna i monocytär respektive granulocytär form. Den vanligaste arten som orsakar sjukdom med symtom hos människa i Sverige är A. phagocytophilum som tillhör den granulocytära formen.

## Symtom
Infektionerna omfattar från helt symtomfritt övergående bärarskap, så kallade subkliniska tillstånd, vilket är det vanligaste, till allvarlig sjukdom med enstaka dödsfall. Symtomen är allmänt ospecifika som mer eller mindre akut insättande feber, huvudvärk, allmän sjukdomskänsla med matleda, muskelvärk och ibland illamående och kräkningar. Hjärn- eller hjärnhinneinflammation kan förekomma men är sällsynt och sjukdomarna anses inte bli kroniska utan läker sig själva på sikt. I och med att bakterierna angriper vita blodkroppar sänks patientens immunförsvar och det är särskilt personer som redan har nedsatt immunförsvar av andra orsaker, som insjuknar med de svåraste symtomen. Bland dem som insjuknar med kliniska symtom på grund av A. phagocytophilum anges dödligheten vara omkring 0,5 %.

## Behandling
Erfarenhetsmässigt är tetracyklingruppens antibiotika verksamma och särskilt används doxycyklin där förbättring även på patienter med kraftigt nedsatt immunförsvar inträder inom 2–5 dygn. Penicilliner, cefalosporiner och andra ß-laktamantibiotika saknar effekt på Anaplasmataceae-familjens bakterier, då dessa finns inuti i värdens vita blodkroppar och är oåtkomliga för antibiotika som inte tränger in i de angripna cellerna. 

## Diagnostik
I första hand används PCR-metoder för att detektera bakteriernas DNA. I akuta skedet kan direktmikroskopi av blod användas, men metoden har dålig känslighet eftersom det normalt är mindre än 1% av de vita blodkropparna som är infekterade. Serologisk undersökning kan göras men kräver endera hög antikroppshalt eller 4-faldig titerstegring i två separata blodprov tagna med några veckors intervall. Det kan ändå vara svårt att bedöma det serologiska resultatet och patienten har vanligtvis tillfrisknat när svaret föreligger. Det senare gäller även om man försöker odla bakterierna.

## Förekomst och epidemiologi
Fästingfebrar hos människa är underdiagnostiserade eftersom sjukdomarna är ovanliga, symtomen i de fall de visar sig är okaraktäristiska och laboratoriediagnostiken svår. 
Forskningsresultat tyder på att Candidatus Neoehrlichia mikurensis är den tredje vanligast förekommande bakterien i Europa som sprids med fästingar och som kan orsaka sjukdom hos människa. Borreliasjukdomarna och rickettisoserna är vanligare.
Bedömningar av mikroorganismernas utbredning i Skandinavien och Finland grundas främst på sjukdomarnas förekomst bland tamdjur, framför allt som betesfeber, eftersom diagnostiserade sjukdomsfall är så ovanliga bland människor. I Sverige inträffar betesfeber bland kor och får särskilt på Gotland, men rapporteras även från östkusten och en del andra delar av Sverige. I Norge finns anaplasmos bland får längs kusten från Vestfold nära svenska gränsen i syd till Brønnøysund i norr. I Finland förekommer anaplasmos på Åland och i fastlandets sydvästra kustområden.

## Reservoar
Smittreservoaren för Anaplasmataceae i Skandinavien och Finland är ofullständigt kartlagd men bedöms i första hand vara gnagare, hjortdjur och tamboskap – förutom fästingar, i de senare kan bakterierna överleva under respektive fästings hela livstid.

## Inkubationstid
Inkubationstiden är för sjukdomarna också ofullständigt känd, men brukar anges till 1–2 veckor.

## Smittsätt
Fästingfeber sprids via fästingar, i Skandinavien framför allt med den vanliga fästingen. Smitta mellan människor har förekommit i några extremt sällsynta fall i samband med blodtransfusion medan annan smitta mellan människor eller mellan djur och människor utan mellanliggande vektor har tveksam dokumentation.

## Riskgrupper
Personer som vistas utomhus i områden där det finns fästingar. Särskilt utsatta är personer som har svikt i immunförsvaret och som då också riskerar få allvarligare sjukdom.

## Smittskyddsåtgärder
Den viktigaste åtgärden är att bära täckande klädsel vid vistelse i marker där fästing förekommer som gräsbevuxna lite fuktiga områden, samt att snarast plocka bort eventuella fästingar som fastnar på kläder, kryper omkring på huden eller hunnit bita sig fast.

## Sjukhushygien
Smittöverföring har skett via blodtransfusion, men det är extremt ovanligt. Används vanliga basala hygienrutiner och kontroller inom vården sker ingen smittspridning.

## Anmälningsplikt och förhållningsregler
Ingen av de sjukdomar som orsakar fästingfeber är anmälningspliktig enligt smittskyddslagen i Sverige.